# Ibrahima Ndiaye (ur. 1998)
Ibrahima Ndiaye (ur. 6 lipca 1998 w Saint-Louis) – senegalski piłkarz, grający na pozycji lewego pomocnika. W sezonie 2020/2021 zawodnik FC Luzern.

## Kariera klubowa
Wychowanek ASC Linguère.
Z tego klubu 1 lipca 2015 roku przeniósł się do ASC Diaraf.
Następnie, 27 sierpnia 2016 roku, został zawodnikiem egipskiego Wadi Degla SC. W egipskiej ekstraklasie zadebiutował 16 września 2015 roku w meczu przeciwko Petrojet, przegranym 1:0. Pierwszą bramkę strzelił 30 października w meczu przeciwko El Sharkia Zagazig, wygranym 1:2. Ibrahima Ndiaye gola strzelił w 31. minucie. Pierwszą asystę zaliczył 22 listopada 2015 roku w meczu przeciwko Enppi SC. Asystował przy bramce w 86. minucie.
31 sierpnia 2017 roku został wypożyczony do grającego w trzeciej lidze greckiej PAE Ergotelis. Zadebiutował tam 12 listopada 2017 roku w meczu przeciwko Panachaiki GE, przegranym 2:1. Pierwszego gola strzelił 4 grudnia w meczu przeciwko OFI Kreta, przegranym 2:4. Ibrahima Ndiaye gola strzelił w 11. minucie. Łącznie na wypożyczeniu w Grecji rozegrał 10 ligowych meczów i strzelił gola.
27 stycznia 2018 roku powrócił do Egiptu. Ponownie założył koszulkę Wadi Degla FC 2 lutego 2018 roku w meczu przeciwko El Nasr, wygranym 0:1. Ibrahima Ndiaye strzelił też gola w 41. minucie. Łącznie dla egipskiej drużyny rozegrał 72 mecze, strzelił 20 goli i zanotował 12 asyst.
3 sierpnia 2019 roku przeniósł się do FC Luzern. W szwajcarskiej drużynie zadebiutował 8 sierpnia w meczu kwalifikacji Ligi Europy przeciwko Espanyolowi, przegranym 3:0. Pierwszą bramkę strzelił 25 sierpnia w meczu przeciwko FC Sion, przegranym 2:1. Ibrahima Ndiaye strzelił gola w 91. minucie. Pierwszą asystę zaliczył 21 czerwca 2020 roku w meczu przeciwko FC Basel, wygranym 2:1. Asystował przy bramce w 23. minucie. W sezonie 2020/2021 zdobył z FC Luzern Puchar Szwajcarii, będąc przy tym królem strzelców turnieju. Strzelił 4 gole – pokonał bramkarzy FC Chiasso, FC Lugano, FC Aarau i FC St. Gallen 1879 w finale. Łącznie do 23 czerwca 2021 rozegrał 69 mecze, strzelił 16 goli i zanotował 7 asyst.